# Tramwaje w Budapeszcie

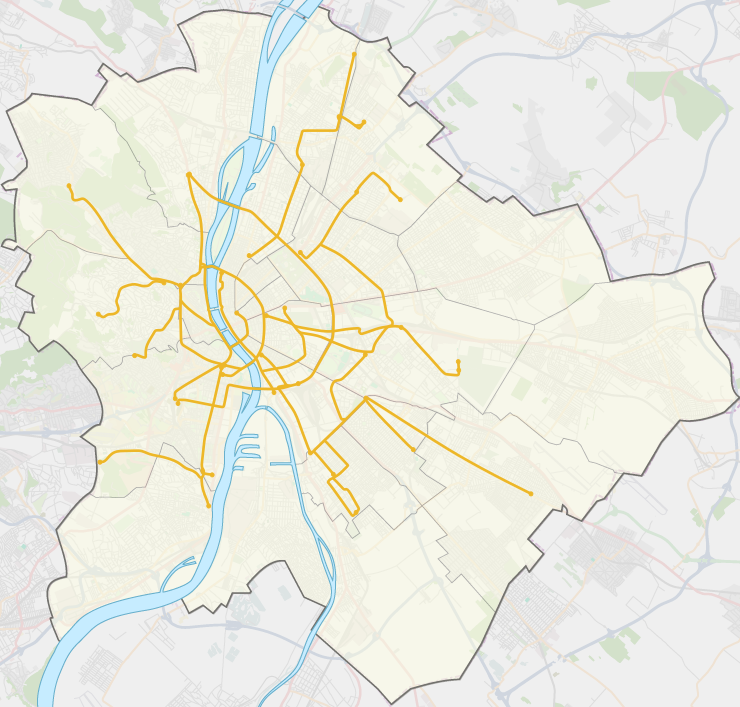
Schemat linii tramwajowych

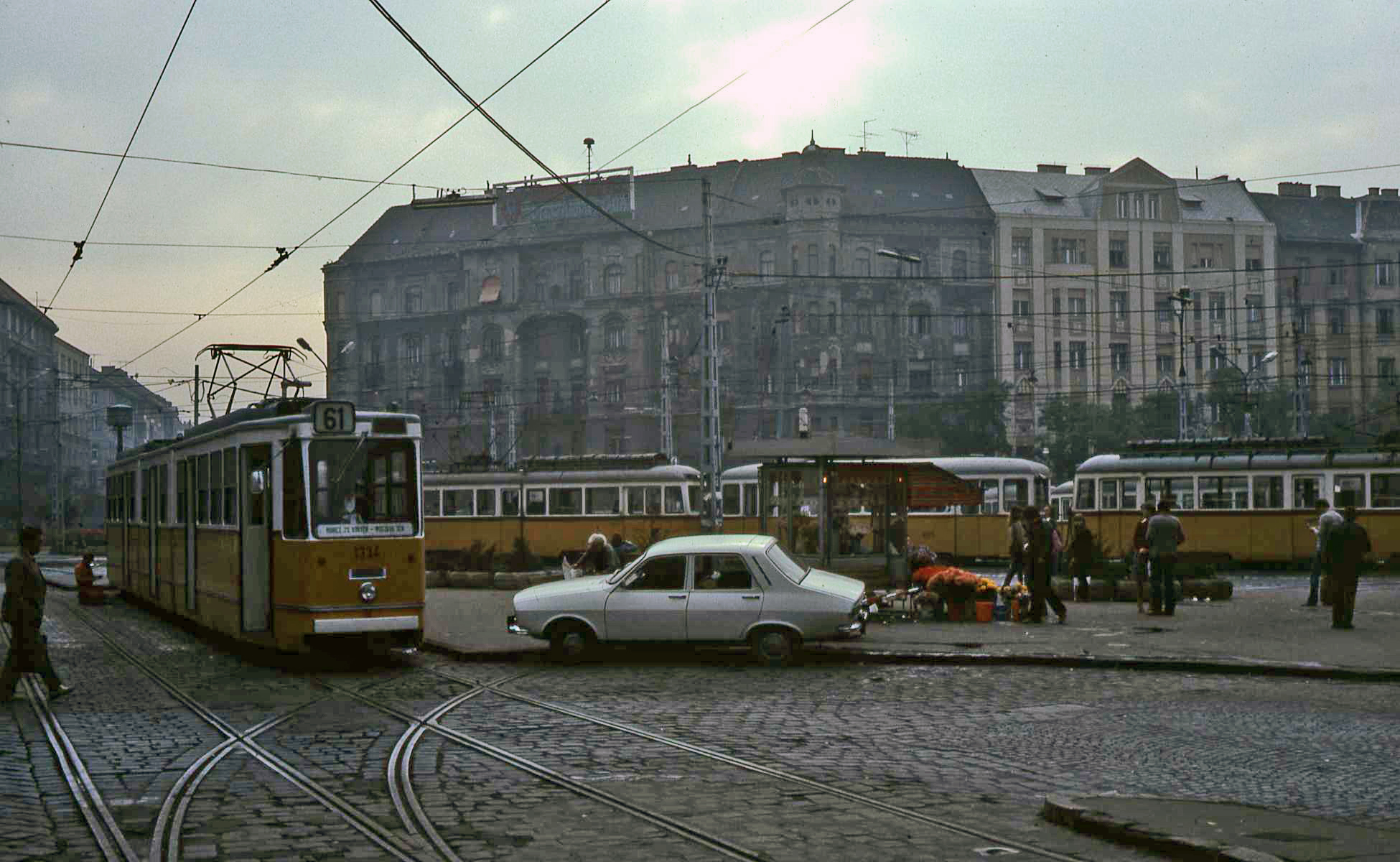
Tramwaje w Budapeszcie w 1979 r. (na zdj. – Ganz UV)

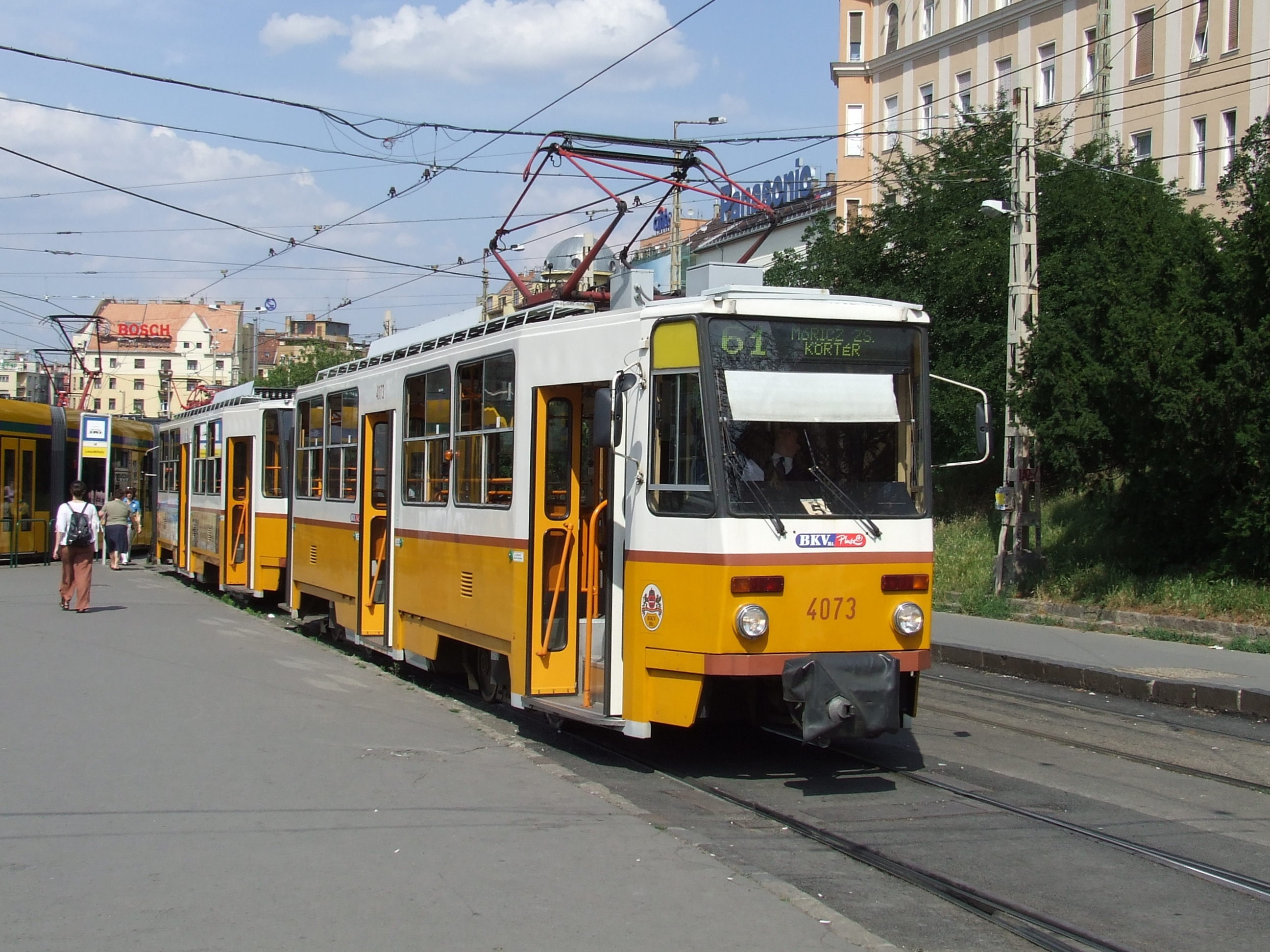
Tramwaje Tatra T5C5K

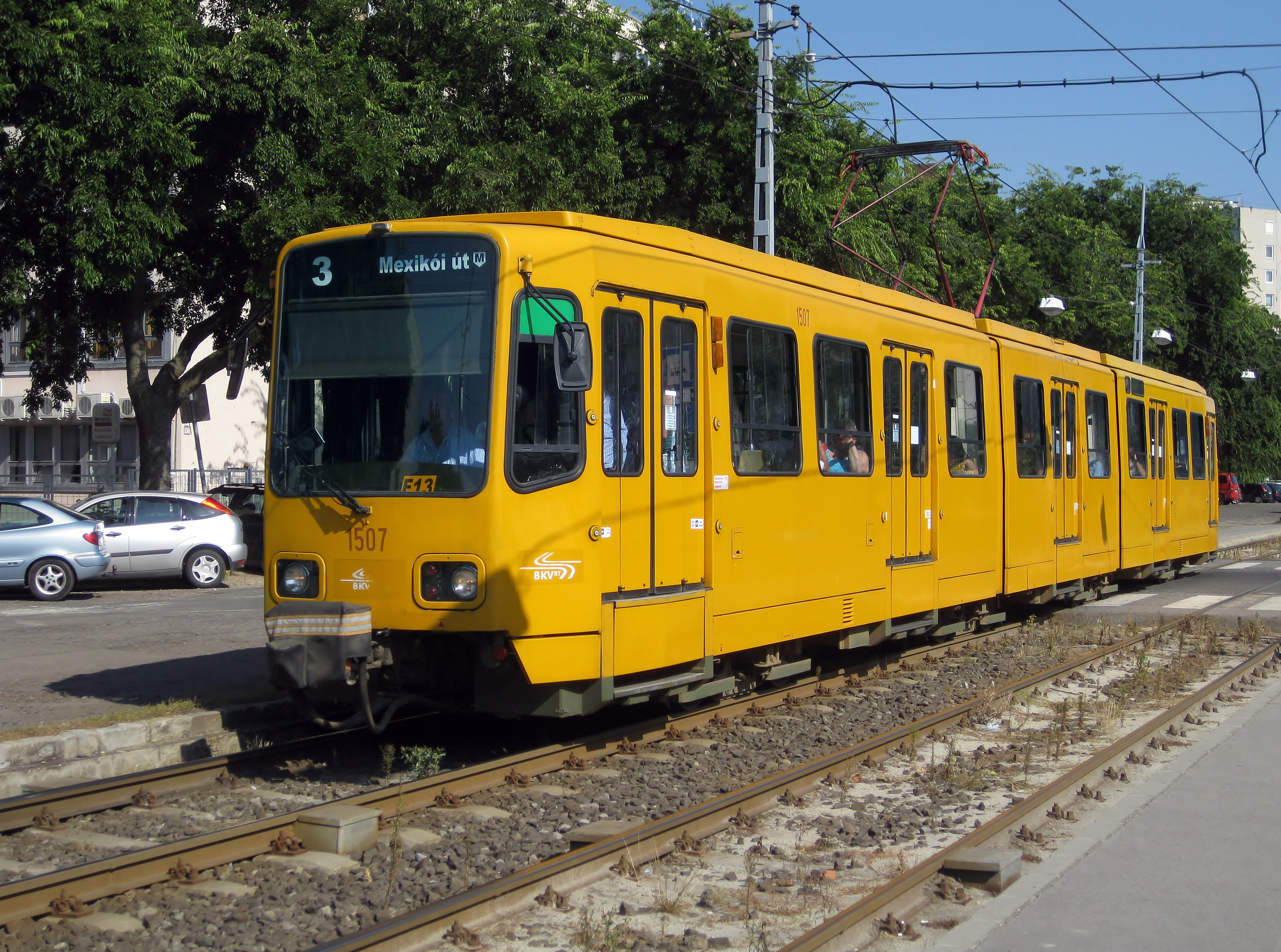
Tramwaj DÜWAG TW-6000

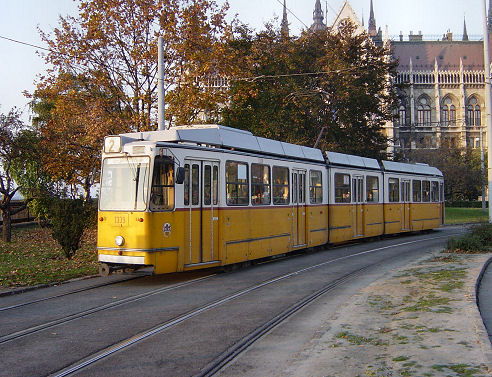
Tramwaj KCsV7

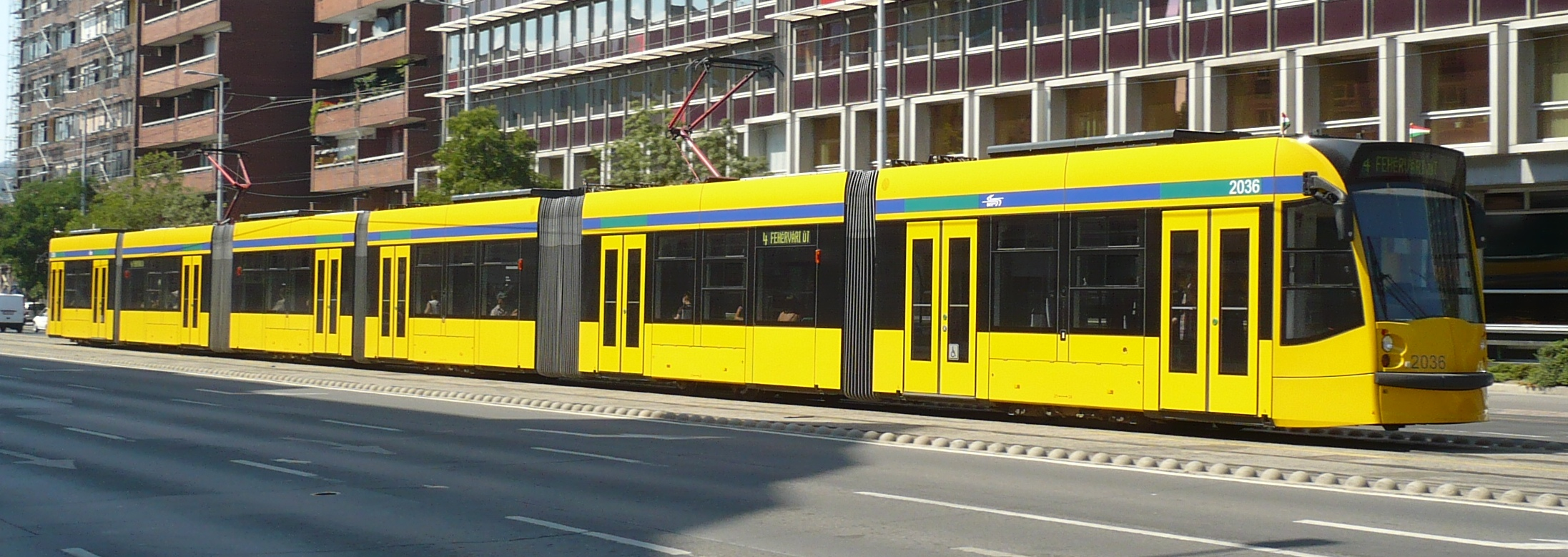
Tramwaj Siemens Combino Plus

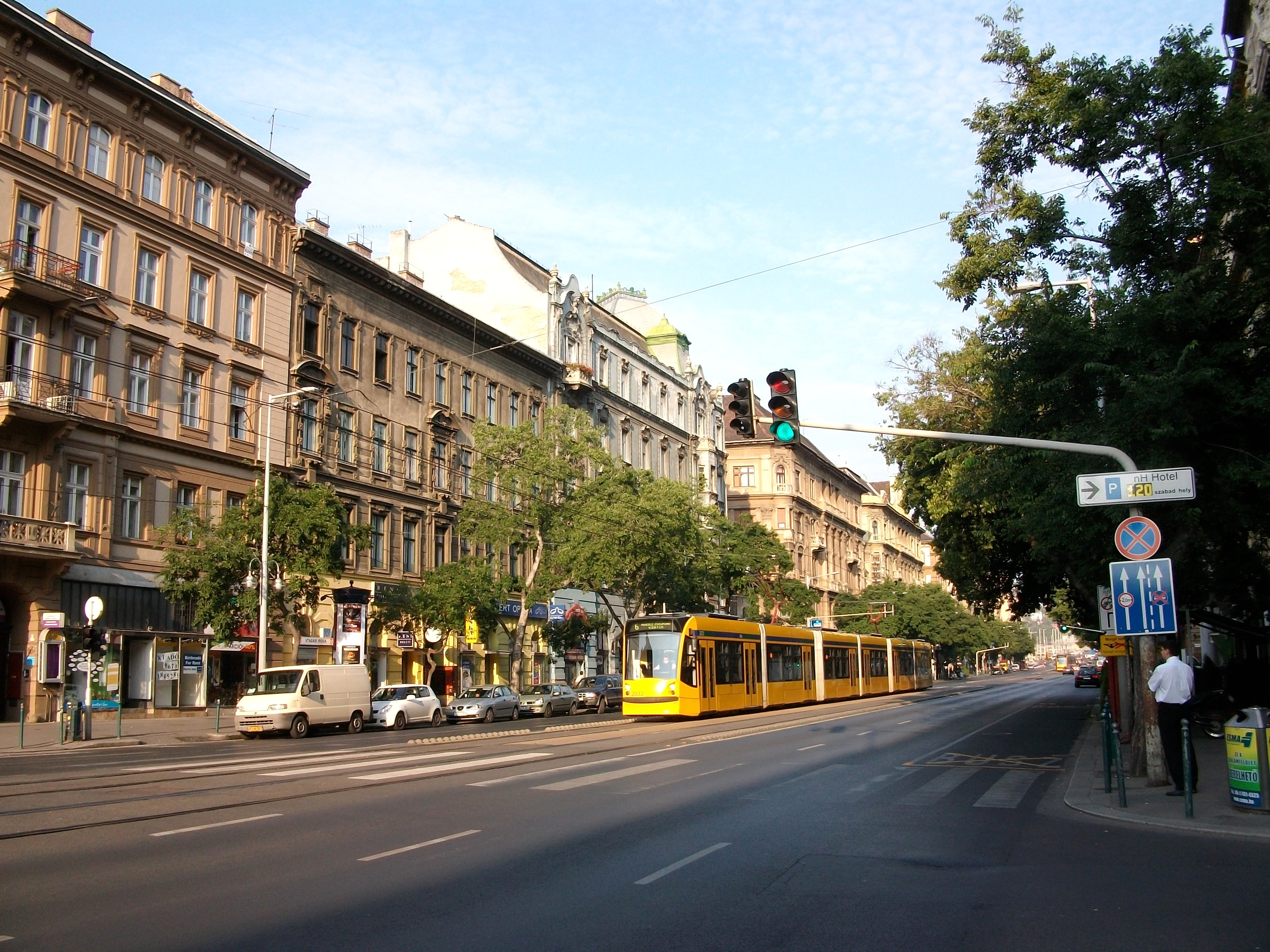
Tramwaj Siemens Combino Plus

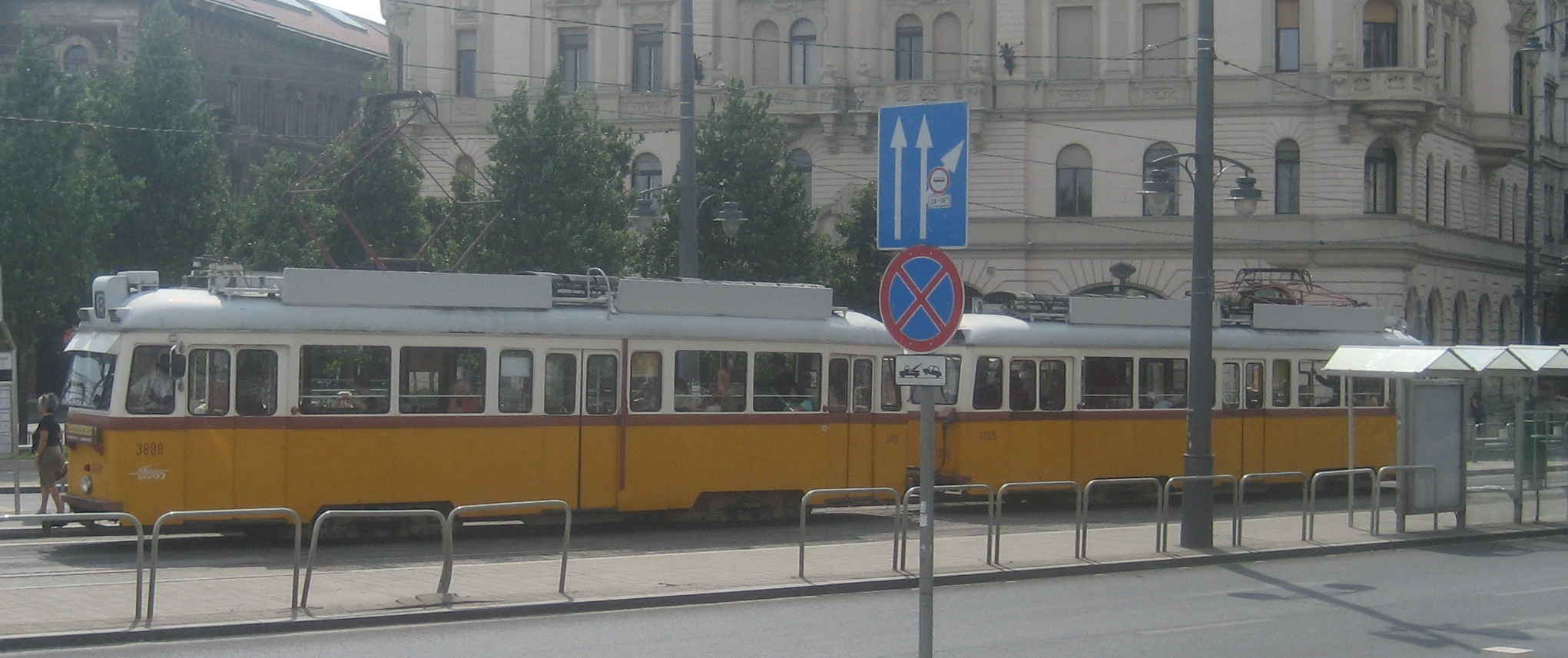
Tramwaj UV

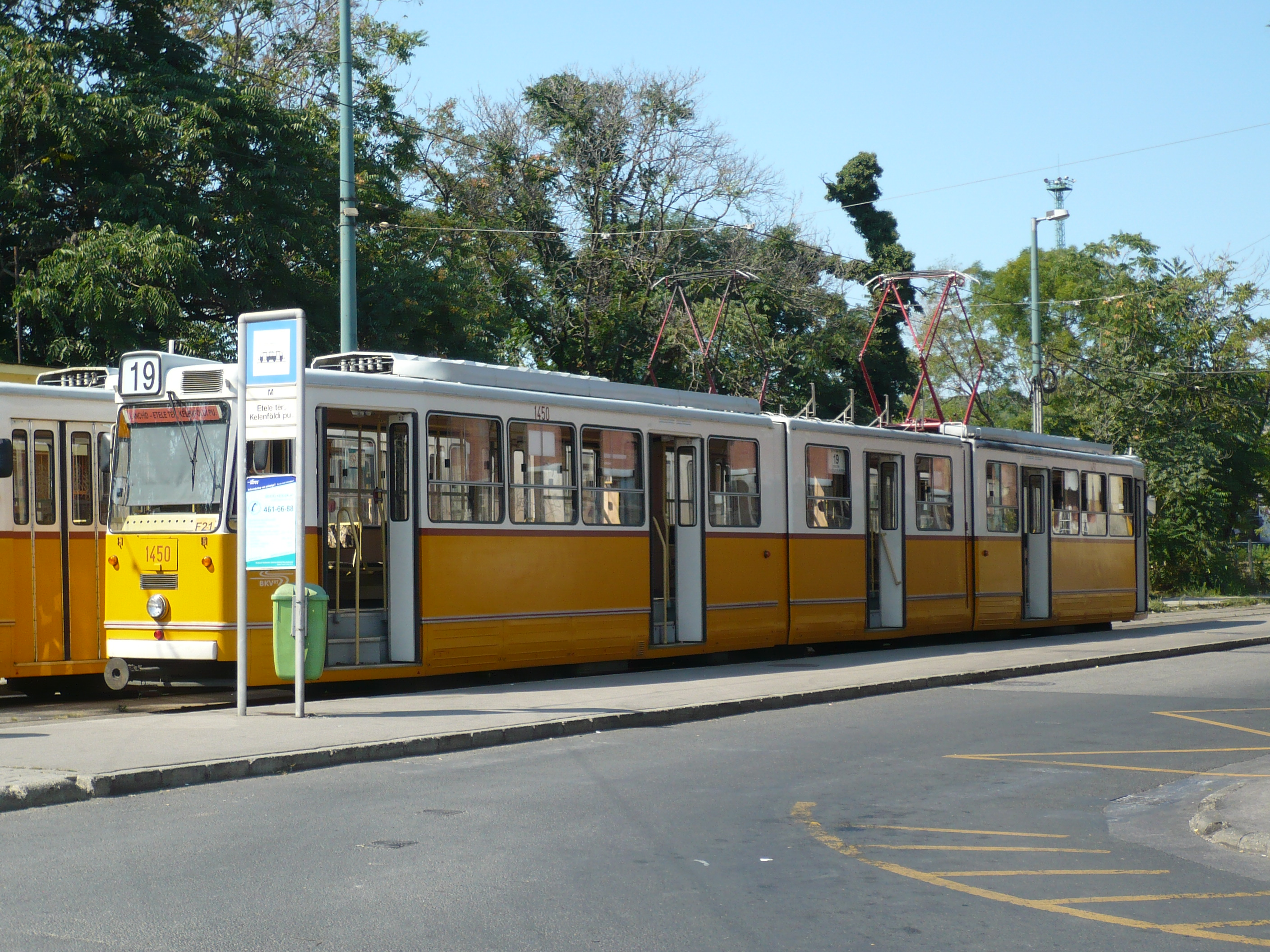
Tramwaj Ganz CSMG

Tramwaje w Budapeszcie – system tramwajowy działający w stolicy Węgier - Budapeszcie.

## Historia
Historia budapeszteńskich tramwajów rozpoczyna się w 1866 r., kiedy uruchomiono pierwszy tramwaj konny – jeździł z Pesztu, z obecnego pl. Kalwina (Kálvin tér – na małej obwodnicy – Kiskörút, początek Üllői út) do Újpestu (do mostu kolejowego Újpesti) przez Váci út. Obecnie również jest to jedna z głównych linii tramwajowych miasta. Po sukcesie jakim okazała się budowa pierwszej linii powstawały kolejne w jeszcze osobnych miastach, Budzie i Peszcie. Ponieważ sieci w obu tych miastach nie miały ze sobą żadnego połączenia, istniały dwie spółki które je obsługiwały: w Budzie BKVT (Budai Közúti Vaspálya Társaság), w Peszcie PKVT (Pesti Közúti Vaspálya Társaság – odpowiednio: Budańska i Peszteńska Spółka Ulicznej Drogi Żelaznej). Po połączeniu miast połączyły się również spółki, tworząc w r. 1878 Budapeszteńską Spółkę Ulicznej Drogi Żelaznej (Budapesti Közúti Vaspálya Társaság).
Z kolei pierwsza linia tramwaju elektrycznego powstała w 1887 r. – nie przez elektryfikację którejś z linii istniejącego tramwaju konnego, ale przez budowę całkowicie nowej linii. Biegła ona po dużej obwodnicy, od dw. Nyugati do skrzyżowania z ul. Królewską (Király utca) i była to pierwsza linia tramwaju elektrycznego w Europie w centrum miasta. Elektryfikacja linii była finansowana przez Siemens & Halske. Linia okazała się dużym sukcesem, dlatego firma Siemens powołała jeszcze w tym samym roku swojego operatora tramwajów elektrycznych – Budapesti Villamos Városi Vasút (BVVV, Budapeszteńska Elektryczna Kolej Miejska) – poprzednika dzisiejszego Budapeszteńskiego Przedsiębiorstwa Komunikacyjnego (BKV). W przewidywaniu dalszych sukcesów, ułożono tory tramwajowe na zbudowanym rok później Moście Małgorzaty, ale na razie pojechał nim tramwaj konny (elektryczny dopiero w 1894).
W 1889 wybudowano pierwszą linię normalnotorową o szerokości 1435 mm (dotychczas tramwaje w Budapeszcie miały szerokość 1000 mm).
Do lat 80. XIX w. przewozy tramwajem konnym stale rosły, linie rozprzestrzeniały się po całym mieście. Ale jeśli w r. 1895 tramwaje konne przewiozły 23 mln pasażerów, to w r. 1896 tylko 300 tys. Tramwaje elektryczne jeździły nawet co minutę, najrzadziej co 10 minut. Zmuszało to spółkę BKVT do elektryfikacji kolejnych linii tramwajów konnych.
Po I wojnie światowej nowo utworzona spółka BSzKRt. (1923 r.) zadbała o uporządkowanie sieci tramwajowej w mieście. Przebudowała systemy zasilania prądem, wprowadzała do jazdy składy dwuwagonowe lub przegubowe, likwidowała torowiska w wąskich uliczkach. W 1927 r. zniknął ostatni tramwaj konny – do tej pory jeździł na Wyspie Małgorzaty jako atrakcja turystyczna.
Po II wojnie sytuacja była katastrofalna: nie było elektryczności, mosty na Dunaju były zniszczone. Jednak tramwaj w Peszcie ruszył ponownie jeszcze na wiosnę 1945 r., tzn. gdy w Budzie trwały jeszcze walki. Utworzone wskutek rozbicia BSzKRt przedsiębiorstwo FVV (Fővárosi Villamos Vállalat, Stołeczne Przedsiębiorstwo Tramwajowe) odnowiło stare tramwaje (niektóre jeszcze sprzed I wojny światowej), wprowadziło nowe typy (m.in. produkowany przez zakłady Ganza model UV, który stał się czymś w rodzaju symbolu budapeszteńskich tramwajów).
Moment utworzenia BKV (1968 r.) to czas likwidowania komunikacji tramwajowej. Budowa metra była dla miasta tak dużym obciążeniem finansowym, że nie kupowano nowych tramwajów – większość stanowiły wyprodukowane w I poł. XX w., nawet pod koniec XIX – a jednocześnie skracano istniejące linie i zmniejszano częstotliwość kursów. Jedynie w 1998 wydłużono linię nr 14 o 1800 m.
W XXI wieku wybudowano trakcję tramwajową na Bem Rakpart, Feltáró út (do Savoya Park), na moście Rakoczego oraz na Szerémi út, Hengermalom út i Etele út wraz z krańcem przy Somogyi út.
Obecnie projektowana jest odbudowa tras tramwajowych w ulicy Thököly, al. Rákócziego, na moście Elżbiety i w al. Bajcsy-Zsilinszky’ego. Odbudowa tras tramwajowych ma umożliwić jazdę bez zbędnych przesiadek.
Tramwaje w Budapeszcie kursują w godzinach 4.30–23.00. Największą częstotliwość mają linie 4 i 6, które okrążają peszteński Wielki Bulwar – w godzinach szczytu pasażerskiego kursują co 4–5 minut.
Po II wojnie światowej w drugiej połowie lat 50. XX w. wprowadzono do eksploatacji tramwaje UV, produkowane przez zakłady Ganza. W kolejnych latach powstały cztery odmiany tego tramwaju:
- UV1, lata produkcji 1956–1957, nr 3200-3249
- UV2, lata produkcji 1957–1958, nr 3250-3349
- UV3, lata produkcji 1959–1961, nr 3350-3474
- UV5, lata produkcji 1962–1965, nr 3800-3899

Tramwaje UV dominowały na ulicach Budapesztu do połowy lat 90. XX w. W latach 60. XX w. rozpoczęto produkcję tramwajów Ganz CsMG-1 (Csuklós Motorkocsi – przegubowa jednostka silnikowa), w l. 70. – CsMG-2 i CsMG-3. Tramwaje są trójczłonowe, w całości wysokopodłogowe. Unowocześnioną wersją CsMG jest KCSV (Korszerűsített Csuklós Villamos – unowocześniony tramwaj przegubowy) – odmiana KCSV 7 została wprowadzona do Budapesztu w l. 1997-1999.
W pierwszej połowie lat 80. BKV kupiło czteroosiowe tramwaje Tatra T5C5 w ilości 322 wagonów. W l. 2003-04 unowocześniono niektóre z nich, nadając im oznaczenie T5C5K.
W latach 2001–2002 oraz w 2010 zakupiono 92 używanych tramwajów DÜWAG TW6000 z Hanoweru (z połowy l. 70. XX w.).
W latach 2006–2007 sprowadzono do Budapesztu 40 wagonów Siemens Combino Plus. Kursują one m.in. na liniach 4 i 6. Tramwaje są sześcioczłonowe, dwukierunkowe, w całości niskopodłogowe o długości 54 m.
W sierpniu 2007 r. wycofano z eksploatacji ostatni tramwaj UV, który jeździł po mieście od 1956 r.
W latach 2015–2016 zostały zakupione tramwaje CAF Urbos 3, w liczbie 47 sztuk.

## Linie
| Nr  | Przystanek początkowy                                                   | Przystanek końcowy                                  |
| --- | ----------------------------------------------------------------------- | --------------------------------------------------- |
| 1   | Bécsi út / Vörösvári út                                                 | Kelenföld vasútállomás M                            |
| 2   | Jászai Mari tér                                                         | Közvágóhíd H                                        |
| 3   | Gubacsi út / Határ út                                                   | Mexikói út M                                        |
| 4   | Széll Kálmán tér M                                                      | Újbuda-központ M                                    |
| 6   | Széll Kálmán tér M                                                      | Móricz Zsigmond körtér M                            |
| 12  | Angyalföld kocsiszín                                                    | Rákospalota, Kossuth utca                           |
| 14  | Lehel tér M                                                             | Káposztásmegyer, Megyeri út                         |
| 17  | Bécsi út / Vörösvári út                                                 | Savoya Park                                         |
| 19  | Bécsi út / Vörösvári út                                                 | Kelenföld vasútállomás M                            |
| 24  | Keleti pályaudvar M                                                     | Közvágóhíd H                                        |
| 28  | Blaha Lujza tér M (Népszínház utca)                                     | Izraelita temető                                    |
| 28A | Blaha Lujza tér M (Népszínház utca)                                     | Új köztemető (Kozma utca)                           |
| 28B | Keleti pályaudvar M                                                     | Új köztemető (Kozma utca)                           |
| 37  | Blaha Lujza tér M (Népszínház utca)                                     | Új köztemető (Kozma utca)                           |
| 37A | Blaha Lujza tér M (Népszínház utca)                                     | Sörgyár                                             |
| 41  | Bécsi út / Vörösvári út                                                 | Kamaraerdei Ifjúsági Park                           |
| 42  | Határ út M                                                              | Tulipán utca                                        |
| 47  | Deák Ferenc tér M                                                       | Városház tér                                        |
| 48  | Deák Ferenc tér M                                                       | Savoya Park                                         |
| 49  | Deák Ferenc tér M                                                       | Kelenföld vasútállomás M                            |
| 50  | Határ út M                                                              | Pestszentlőrinc, Béke tér                           |
| 51  | Mester utca / Ferenc körút                                              | Nagysándor József utca                              |
| 51A | Mester utca / Ferenc körút                                              | Ferencváros vasútállomás – Málenkij Robot Emlékhely |
| 52  | Határ út M                                                              | Pesterzsébet, Pacsirtatelep                         |
| 56  | Hűvösvölgy                                                              | Városház tér                                        |
| 56A | Hűvösvölgy                                                              | Móricz Zsigmond körtér M                            |
| 59  | Szent János Kórház                                                      | Márton Áron tér                                     |
| 59A | Széll Kálmán tér M                                                      | Márton Áron tér                                     |
| 59B | Hűvösvölgy                                                              | Márton Áron tér                                     |
| 60  | Városmajor                                                              | Széchenyi-hegy, Gyermekvasút                        |
| 61  | Hűvösvölgy                                                              | Móricz Zsigmond körtér M                            |
| 62  | Blaha Lujza tér M (Népszínház utca)                                     | Rákospalota, MÁV-telep                              |
| 62A | Kőbánya alsó vasútállomás (Mázsa tér) (↓) Kőbánya alsó vasútállomás (↑) | Rákospalota, MÁV-telep                              |
| 69  | Mexikói út M                                                            | Újpalota, Erdőkerülő utca                           |

## Tabor
Linie tramwajowe są obsługiwane przez następujące pojazdy (stan z 6 grudnia 2019 r.):
| Zdjęcie     | Typ                                        | Liczba    | Liczba        | Lata produkcji   | Lata eksploatacji | Zajezdnia                                 |
| Zdjęcie     | Typ                                        | Zakupiono | W ruchu       | Lata produkcji   | Lata eksploatacji | Zajezdnia                                 |
| ----------- | ------------------------------------------ | --------- | ------------- | ---------------- | ----------------- | ----------------------------------------- |
|             | Ganz GCSM–1                                | 35        | 2             | 1967–68          | od 1967           | Kelenföld                                 |
| Ganz CSMG–2 | 85                                         | 33        | 1970–72, 1975 | od 1970          |                   | Kelenföld                                 |
| Ganz CSMG–3 | 29                                         | 1         | 1977          | od 1977          |                   | Kelenföld                                 |
|             | Ganz KCSV–7                                | 30        | 30            | 1997–99          | od 1997           | Ferencváros                               |
|             | Tatra T5C5                                 | 322       | 50            | 1978, 1980, 1984 | od 1978           | Baross                                    |
|             | ČKD–BKV Tatra T5C5K2 ČKD–BKV Tatra T5C5K2M | 270       | 270           | 2002–04, 2009–   | od 2003           | Angyalföld, Budafok, Kelenföld, Szépilona |
|             | Duewag TW 6000                             | 93        | 85            | 1975–78          | od 2001           | Ferencváros, Száva, Zugló                 |
| LHB TW 6000 | 24+1                                       | 24+1      | 1980–85       | od 2012          | Száva             |                                           |
|             | Siemens Combino                            | 40        | 40            | 2006–07          | od 2006           | Hungária                                  |
|             | CAF Urbos 3 dziewięcioczłonowy             | 12 (+5)   | 12 (+5)       | 2015–16, 2019–20 | od 2016           | Budafok, Hungária                         |
|             | CAF Urbos 3 pięcioczłonowy                 | 35 (+20)  | 35 (+20)      | 2015–16, 2019–20 | od 2015           | Budafok, Száva                            |